# TOO YOUNG TO DIE! 若くして死ぬ
『TOO YOUNG TO DIE! 若くして死ぬ』（トゥー ヤング トゥー ダイ! わかくしてしぬ、TYTD）は、2016年6月25日公開の日本映画。脚本・監督は宮藤官九郎、主演は長瀬智也と神木隆之介。

## 概要
当初は2016年2月6日公開予定だったが、作中の事故の描写が同年1月15日に発生した軽井沢スキーバス転落事故を連想させるとして公開を延期することが1月20日に発表された。なお、完成披露試写会は1月13日に行われた他、本作の宣伝のために主演の長瀬・神木をはじめとする俳優陣が出演したテレビ番組なども差し替えられる事なく予定通り放送された。
劇中の地獄専属ロックバンドでもある『地獄図（ヘルズ）』のメンバー、長瀬・神木・桐谷健太・清野菜名が野外ロックフェス「TOKYO METROPOLITAN ROCK FES TIVAL」に出演し、オープニングアクトを務めた。また、公開前日にはテレビ朝日系「ミュージックステーション」にも出演した。
第45回ロッテルダム国際映画祭・VOICES部門正式招待、第40回香港国際映画祭・正式招待、第29回東京国際映画祭・Japan Now部門正式出品作品。
全国288スクリーンで公開され、公開1週間目の映画観客動員ランキングでは動員18万8028人、興収2億5811万9400円で第1位を獲得した。

## あらすじ
修学旅行で乗っていたバスが事故に遭ってしまった男子高校生の関大助はふと目を覚ますと、炎が渦を巻く中で人々が苦しめられている光景が目に飛び込んでくる。地獄に落ちたと理解するも、同級生の手塚ひろ美に思いを告げずに死んでしまったことに混乱する大助。そんな大助の前に、地獄農業高校軽音楽部顧問にしてロックバンドの地獄図（ヘルズ）のリーダーである赤鬼のキラーKが現れる。キラーKは閻魔の裁きによって現世に転生するチャンスがある事を大助に告げた。キラーKの指導と特訓のもと、大助は地獄から現世に戻ろうと悪戦苦闘するのであった。

## キャスト
- キラーK（近藤善和）：長瀬智也
- 関大助：神木隆之介
- 亀井なおみ：尾野真千子
- 手塚ひろ美：森川葵
- COZY：桐谷健太
- 邪子：清野菜名
- 和田じゅんこ：皆川猿時
- 修羅：シシド・カフカ
- 松浦：古舘寛治
- デビ美：白波瀬海来
- 鬼姫：清
- えんま校長：古田新太
- 手塚ひろ美（37歳・47歳）：宮沢りえ
- 大助の母・よしえ：坂井真紀
- ひろ美の娘：山田杏奈[10]
- 松浦(17歳)：三河悠冴
- 仏：荒川良々
- 神：瑛蓮
- MOJA・MJ：みうらじゅん
- 鬼ギタリスト：Char
- ジゴロック挑戦者：野村義男、ゴンゾー
- じゅんこA：マーティ・フリードマン
- じゅんこB：ROLLY
- 地獄の軽音楽部：快速東京
- 唄うたいの小鬼：木村充揮
- 鬼警備員：関本大介
- 緑鬼：ジャスティス岩倉
- 牛頭：烏丸せつこ
- 馬頭：田口トモロヲ
- 鬼野：片桐仁（ラーメンズ）
- 黄鬼：小泉博康
- OMEN藤本：藤本賢一
- アナウンサー：平井理央
- 我慢汁：中村獅童
- 藤原季節、吉村界人、船崎良、小平大智、山崎じゅり、北香那、健作、岡本拓朗、上神田海龍、三島ゆたか、橋本拓也、藤倉みのり

## スタッフ
- 監督・脚本：宮藤官九郎
- 製作：長澤修一、市川南、藤島ジュリーK.、井上肇、畠中達郎、長坂まき子、髙橋誠、宮本直人
- エグゼクティブ・プロデューサー：豊島雅郎、上田太地
- プロデューサー：宇田充、長坂まき子、臼井央
- ライン・プロデューサー：坂本忠久
- 音楽プロデューサー：安井輝
- 撮影：相馬大輔（J.S.C.）
- 照明：佐藤浩太
- 美術（地獄）：桑島十和子
- 美術（現世）：小泉博康
- 装飾：西尾共未
- 録音：藤本賢一
- VFXスーパーバイザー：道木伸隆
- カラーグレーダー：齋藤精二
- 音響効果：岡瀬晶彦
- 編集：宮島竜治（J.S.E.）
- 音楽：向井秀徳
- 主題歌：地獄図「TOO YOUNG TO DIE!」
- 主題歌作曲：KYONO
- スクリプター：北濱優佳
- スタイリスト：伊賀大介
- 衣裳：荒木里江
- ヘアメイクディレクション：山﨑聡
- ヘアメイク：百瀬広美、風間啓子
- 特殊メイク・造形：中田彰輝
- 振付：八反田リコ
- スタントコーディネイター：小池達朗
- 操演：島尻忠次
- 動物プロ：馬場光弘、内藤教夫
- 助監督：高橋正弥
- 製作担当：大田康一
- キャスティングプロデューサー：坪井あすみ
- 宣伝デザイン：細川寿樹
- 宣伝プロデューサー：遠藤正広
- 特別協力：イー・エス・ピー、静岡県裾野市、オカダヤ新宿本店
- 配給：東宝、アスミック・エース
- 制作プロダクション：アスミック・エース
- 製作：アスミック・エース、東宝、ジェイ・ストーム、パルコ、アミューズ、大人計画、KDDI、GYAO

## オリジナルサウンドトラック
『TOO YOUNG TO DIE！地獄の歌地獄』（ジェイ・ストーム／2016年6月22日発売）

## DVD / Blu-ray
発売・販売元はアスミック・エース。
- Blu-ray豪華版、DVD豪華版（2016年12月14日発売）
  - 本編Blu-rayまたはDVD各1枚
    - 音声は日本語5種（Blu-ray）、4種（DVD）
    - 日本語字幕
    - 特典映像は予告編集
    - 特典音声はオーディオコメンタリーとミュージックチャプター

  - 特典DVD2枚
    - メイキング、イベント映像集、ライブ映像集、等

  - 特製アウターケース仕様
  - 封入特典
    - ブックレット（32ページ/予定）
    - シール

  - 先着予約特典
    - A5クリアファイル
- Blu-ray通常版、DVD通常版（2016年12月14日発売）
  - 本編Blu-rayまたはDVD各1枚　のみ
- Blu-rayレンタル版、DVDレンタル版（2016年12月7日レンタル開始）
  - 特典映像は予告編集

## 受賞
- 第15回ニューヨーク・アジア映画祭（2016年）
  - 観客賞[11]